# Peter Hans Kolvenbach
Peter Hans Kolvenbach, född 30 november 1928 i Druten i Gelderland, död 26 november 2016 i Beirut i Libanon, var en nederländsk katolsk präst och religiös ledare. Kolvenbach var den 29:e ordensgeneralen för Jesuitorden.